# Pleolophus jakimavichiusi
Pleolophus jakimavichiusi är en stekelart som beskrevs av Jonaitis 1981. Pleolophus jakimavichiusi ingår i släktet Pleolophus och familjen brokparasitsteklar. Inga underarter finns listade i Catalogue of Life.